# Ollières
Ollières é uma comuna francesa na região administrativa da Provença-Alpes-Costa Azul, no departamento de Var. Estende-se por uma área de 39,66 km². Em 2010 a comuna tinha 669 habitantes (densidade: 16,9 hab./km²).